# 永楽ビルディング
永楽ビルディング（えいらくビルディング）とは、かつて日本の東京都千代田区大手町にあった建築物である。

## 沿革
安田財閥各社の統合事務所として、東京府東京市麹町区永楽町二丁目10番（後の東京都千代田区大手町一丁目6番地6）の地所に建築が企てられ、1920年（大正9年）4月（『安田保善社とその関係事業史』によれば10月）より工事に着手、1923年（大正12年）7月（同末）竣功を遂げた。
当所は上記の趣旨通り安田保善社・安田銀行（後の富士銀行）などをはじめとする安田の各社が本拠を構えたのであった。第二次世界大戦中の1945年（昭和20年）3月10日には空襲により罹災。日本敗戦後も暫時は同行の本店などとして使われたが、1951年（昭和26年）1月よりは新館の建設に着手され、1952年（昭和27年）9月竣功したのでそこへの移転が進められる運びとなった。運用を終えたこれは取りこぼしに着手され、1953年（昭和28年）3月には全工程のなされるところとなり、跡地においては1966年（昭和41年）新本店が完成させられたのである。
跡地は現在大手町タワーとなっており、永代通りを挟んだその向かいには丸の内永楽ビルディングがある。